# Atomaria pusilla
Atomaria pusilla là một loài bọ cánh cứng trong họ Cryptophagidae. Loài này được Paykull miêu tả khoa học năm 1798.